# پینو دل ریو
پینو دل ریو (به اسپانیایی: Pino del Río) یک شهرستان در اسپانیا است که در استان پالنسیا واقع شده‌است.

## خصوصیات
پینو دل ریو ۵۲ کیلومترمربع مساحت و ۲۶۵ نفر جمعیت دارد.